# 古瀬絵理
古瀬 絵理（ふるせ えり、1978年2月8日 - ）は、日本のフリーアナウンサー。元NHK山形放送局キャスターで、
オフィス・トゥー・ワン所属を経て、ライトハウスと業務提携。「スイカップ」の愛称でグラビアモデルとしても活動している。
山形県尾花沢市出身。身長157cm。スリーサイズ：B95 / W60 / H89cm。胸のサイズはHカップ。

## 来歴
山形県立新庄北高等学校、玉川学園女子短期大学卒業後、玉川大学に編入学し卒業。母は教員で校長を、父は会社の支店長などを歴任した堅い家庭で育った。
2000年4月、NHK山形放送局に契約キャスターとして入局し、「きらり!やまがた」などに出演した。2003年6月に放送されたNHKの東北地方ネット番組「ウィークエンド東北」で山形局からの中継に出演した際、そのバストの大きさに仙台局のMC担当アナウンサーも驚いていた。これが後にスポーツ紙の話題となった。2003年6月中旬、スポーツ紙に推定Hカップと言われる「巨乳」と出身地・尾花沢の名産品であるスイカを引っ掛けて「スイカップ」と大きく取り上げられ、後のあだ名となった。
2003年夏、当時サッカーJ2モンテディオ山形の監督だった柱谷幸一との「不倫」疑惑が写真週刊誌に報道された。古瀬は往時を振り返り、「柱谷さんとは本当に仲が良かっただけ。私は男女の友情は存在すると思っていたので、男性の友達にも平気で連絡も取り合いますしね。でも、既婚者が相手なのに、少し軽率だったかもしれないなと思い反省しました。」と述懐している。 2003〜2004年、不倫疑惑と共にNHK山形放送局との契約切れ後の動向が話題になった。巨乳タレントを多く抱える芸能プロダクションのイエローキャブが獲得に乗り出すのでは、とも報道された。
2004年3月、NHK山形放送局と契約が切れオフィス・トゥー・ワン（OTO）の所属となった。2004年5月30日放送の『世界ウルルン滞在記』（毎日放送・TBS系列）でOTOに所属後初のテレビ出演をした。さらに、2004年9月から放送されたTBS系の昼の情報番組『（特）情報とってもインサイト』にコーナーレギュラーとして出演。2005年4月の番組リニューアル後（タイトルは『きょう発プラス!』）も引き続き出演していた（同年5月に降板）。
2006年、週刊現代（講談社）で初めてグラビアに挑戦し話題となり、それ以後同誌や青年向け漫画雑誌（ビッグコミックスピリッツ（小学館）など）でしばしばグラビアを飾るようになった。本職のアナウンサー業では、2006年3月から2007年3月にかけてパソコンテレビGyaOの生放送番組のキャスターを務めたのを皮切りに、バラエティ・紀行番組・番組案内などさまざまな番組をこなすようになる。2007年10月から1年間、フリー転向後では初のラジオのレギュラー番組・TBSラジオの『中村尚登ニュースプラザ』でアシスタントを務める。
2011年8月上旬に結婚し、妊娠4カ月であることが報道された。同年12月28日をもって産休に入り、レギュラーアシスタントを務める放送媒体等は一時降板扱い（ただし一部の番組は終了）。2012年3月、男児を出産した。
2022年3月末をもって18年間所属したオフィス・トゥー・ワンを退所。同年7月からライトハウスと業務提携している。
2023年12月に5年ぶりとなるデジタル写真集を出版した。2024年5月からはラジオ出演を再開した。

## 特徴・エピソード

### スイカップ
巨乳であることと、出身地・山形県名産のスイカにちなんで勝手に名付けられた「スイカップ」というニックネームで全国での知名度が高まった。東京進出当初はそのニックネームを嫌い、『世界ウルルン滞在記』の出演記者会見において、巨乳に注目する取材記者陣に対し「スイカップと呼ばれたくない」「古瀬絵理って呼んでください」と発言した。この直後から当初は報道キャスターを志望し、胸や色気を売り物にしない姿勢をとっていたが、2006年のグラビア出演以降は、バラエティ番組で自ら巨乳をアピールすることも多くなっている。21世紀エジソンの残念な晩餐では「残念な胸」と悩みを打ち明けながら衣装からはその巨乳をアピールするかのような露出だった。同じくビートたけしのTVタックルでは「巨乳は損」と言いながら同じく衣装から巨乳が溢れ出ていた。夫からスイカ模様の植物をプレゼントされたことを自虐的にブログに記載している。

### 胸の成長
ブラジャーをはじめてつけたのは小学5年生。
同級生の女友達に胸が大きいと言って回られる。
小学校の卒業文集の何でもナンバー1のコーナーではむねでかナンバー1に選ばれる。
中学時代では上級生から胸が大きいことを話題にされる。
大学入学後に正式に測ったところFカップあった。高校時代はDカップぐらいかと思っていたが、大きさは大学時ともあまり変わらない大きさがあったため、Fカップぐらいあったかもしれないとのこと。
写真集発売時のインタビューでカップ数を質問された際には、Hカップと答えている。
子供を産んだときはIカップまで成長したが、現在は再びHカップに戻っているとのこと。

### 野菜ソムリエ
中学校教員1種免許（社会）や野菜ソムリエ（ベジタブル&フルーツマイスター）、マネーマネジメント検定1級の資格を持っている。

### 酒豪
「今日の寝酒」と題してブログで様々な酒を紹介している。中でも焼酎が大好物で「親友のようなもの。自宅で切らしたことはありません」と東京スポーツのインタビューで語るほどで、2007年夏には焼酎アドバイザーの資格も取得している。自身の「オススメ焼酎ベスト3」は「鳥飼」（米焼酎、熊本・鳥飼酒造）、「麦」（麦焼酎、鹿児島・佐藤酒造）、「天下一」（黒糖焼酎、鹿児島・新納酒造）とのこと。なお酒の強さには相当自信があり「私を潰すことはできませんよ。お持ち帰りは不可能です（笑）」と豪語している。

## 出演歴

### テレビ
- 世界ウルルン滞在記（MBS） 2004年5月30日
- （特）情報とってもインサイト → きょう発プラス!（TBSテレビ）2004年9月 - 2005年5月
- NEWS GyaO（GyaOのディリーニュース番組）2006年3月 - 9月
- GO!GO! GyaO（午後ギャオ。GyaO）2006年11月 - 2007年3月
- 爆感!グラビア帝国（テレビ大阪）2007年1月12日 - 9月21日
- 旅ちゃんガイド（旅チャンネルの情報番組） - 2008年3月
- IdenTity（NIKKEI NET）2008年10月21日 -
- 5万円で始めるFX 世界の通貨で取引スタート!（TwellV）
- 古瀬絵理の美酒と温泉（旅チャンネル）2009年1月 -
- ベストセラーBOOK TV（BS11デジタル）2009年5月2日 - 2011年12月23日
- One Minute News（2017年2月27日 - 6月最終週、AbemaTV・AbemaNewsチャンネル）- 月曜、火曜キャスター[16]

### ラジオ
- 中村尚登 ニュースプラザ（TBSラジオ）2007年10月 - 2008年9月
- まだまだゴチャ・まぜっ!〜集まれヤンヤン〜（MBSラジオ）2009年4月11日 - 2011年12月17日

- こんちわコンちゃんお昼ですょ!（MBSラジオ）
  - 2010年4月7日 - 2011年12月28日、水曜アシスタント
  - 2014年4月- 2015年3月13日、金曜週替わりレギュラー
- 古瀬絵理のぷるるんっ！サンデー[17]（MBSラジオ）2011年4月3日 - 終了日不明
- みんなで学ぶ 藤沢久美のラジオ経済学（ニッポン放送）2011年10月7日[18] - 終了日不明、パートナー

- Mach Discovery[19]（2024年5月7日[9] - 2025年3月25日[20]、FMヨコハマ[21]） - クルー（アシスタント）

### テレビドラマ
- 隠蔽指令 第4話（WOWOW）2009年11月8日 - リポーター役

## 写真集
- 蜜［mits］（2011年2月2日、講談社、撮影：藤代冥砂）ISBN 978-4062168465 [注 1]
- 陽だまり（2017年5月31日、講談社、撮影：松田忠雄）ISBN 978-4062206846
- 古瀬絵理 スイカップの湯 週刊ポストデジタル写真集（2018年11月26日、小学館、撮影：熊谷貫）
- 古瀬絵理 帰ってきたスイカップ 週刊ポストデジタル写真集（2023年12月22日、小学館、撮影：舞山秀一）

## DVD
- 「萌ゆるッ 山ガール!!」古瀬絵理（2010年9月15日、ポニーキャニオン）

## イベント
- FISアルペンスキーW杯 2006 志賀高原 司会 (FISワールドカップ)
- NIKKEIマネー講座スペシャル 知っておきたいマネーのツボ

## 著書・連載記事
- 『古瀬絵理と藤沢久美のいちばんやさしい投資信託―少額のお金を増やす息の長い投資の知恵を学びましょう』 日本経済新聞社、2006年。ISBN 4532351855
- 『おかっぱちゃんとひみつのともだち』（文担当。絵は田中伸介） 文芸社、2010年。ISBN 978-4-286-09179-2
- ふるせエリア ほっとホット（夕刊フジ）毎週水曜 健康面

### 注
1. ↑  MBSラジオの番組「こんちわコンちゃんお昼ですょ!」で共演している縁もあって、桂米朝に献本。米朝は写真集と被写体である本人を見比べながら声を失い「これは、あんさんかいな（君か？）」と感嘆する。